# Рудинський Орест Іванович
Орест Рудинський (3 квітня 1816, Сагуни, Острогозького повіту Воронезької губернії (Слобідська Україна) — 18 квітня 1889, Санкт-Петербург) — лікар зі Слобідської України, головний начальник Військово-Медичного управління Російської імперії, доктор медицини, таємний радник. Брат українського вченого-медика Василя Рудинського.

## Життєпис
Орест Рудинський народився 3 квітня 1816 в селі Сагуни, Острогозького повіту Воронезької губернії, Слобідська Україна. Його батько був настоятелем церкви. Старший брат доктора медицини Василя Рудинського  .
Середню освіту здобув у Воронезькій духовній семінарії, після закінчення якої 1835 відправлений за казенний рахунок в Московський університет.
1840 закінчив медичний факультет університету зі званням лікаря з відзнакою і був призначений лікарем в Тульський єгерський полк, але вже наступного року переведений до Московського військово-сухопутного шпиталю, де прослужив вісім років.
1849 Рудинський отримав від Московського університету звання штаб-лікаря і, встигнувши зарекомендувати себе прекрасним хірургом, незабаром був відряджений в Головну квартиру діючої в Угорщині армії; був нагороджений в 1850 австрійським орденом Залізної корони 3-го ступеня.
Після придушення угорського повстання (1848 - 1849) Рудинський був призначений головним лікарем військового тимчасового шпиталю 3-го класу в Севастополі, а з початком військових дій в 1853 виконував обов'язки головного хірурга в 4-му і 5-му армійських корпусах, а потім - в південній армії.
Під час оборони Севастополя працював під керівництвом Миколи Пирогова. Умови, за яких ці хірурги надавали першу допомогу пораненим, були найважчі, - особливо в дні бомбардувань і після нічних вилазок, коли Миколі Пирогову і Оресту Рудинському доводилося робити по сто і більше серйозних операцій на день.
1855, коли Микола Пирогов тимчасово виїхав до Петербурга, Рудинський один залишився завідувачем хірургічної частини.
1854 нагороджений орденом Св. Анни 2-го ступеня з імператорською короною.
Після закінчення Кримської війни Рудинський був призначений помічником головного лікаря Московського військового шпиталю. З цього часу він став готувати дисертацію на ступінь доктора медицини і хірургії. Ще до війни написав дослідження: «Утворення носа зі шкіри чола з відновленням частини щоки, прилеглої до лівого крила носа» (Військово-медичний журнал . - 1854. - Ч. 63. - № 1).
1859 призначений головним лікарем Московського військового шпиталю, а 6 червня 1860 захистив докторську дисертацію: «De ratione qua vesica urinaria et urethra cum partibus viciscis in sexu virili conjunctae sunt». Отримавши ступінь доктора, того ж року Рудинський став професором-консультантом молодих лікарів в Московському військовому шпиталі і цю посаду обіймав протягом дев'яти років, присвячуючи весь свій час і сили керівництву практичними та науковими заняттями молодих лікарів-хірургів. В цей період часу ним була написана низка творів: «Про резекції трубчастої кістки людського тіла загалом», «Початкові поняття про влаштування людського тіла. Для фельдшерів (СПб. 1862), «Шість випадків meningitidis cerebro-spinalis, які зустрілися в Московському військовому шпиталі», «Два випадки вдалого вилущення великих членів: вилущення правого плеча і лівого стегна, зроблені в Московському військовому шпиталі» (Військово-медичний журнал. - 1870. - Ч. 107. - № 10).
Крім цих праць, Орест Рудинський написав ще кілька статей, опублікованих у різних медичних і загальних журналах. Отримав чин дійсного статського радника 6 вересня 1864. Був нагороджений орденами: Святого Володимира 3-го ступеня (1862), Святого Станіслава 1-го ступеня (1867).
З 1869 почалася адміністративна діяльність Рудинського: в цьому році він був призначений окружним медичним інспектором Московського військового округу, а в 1872 став, окрім цього, почесним членом Військово-медичного вченого комітету.
1870 отримав орден Святої Анни 1-го ступеня, а в 1872 — імператорську корону до цього ордену.
30 березня 1875 отримав чин таємного радника і за пропозицією головного начальника Військово-медичного управління Миколи Козлова зайняв посаду його помічника. Коли незабаром Козлов залишив свою посаду, то на його місце у 1878 був призначений Орест Рудинський, затверджений на посаді лише у 1884.
Рудинський часто хворів і у 1887 через хворобу залишив посаду головного начальника, але був призначений неодмінним членом Військово-медичного вченого комітету і членом медичної Ради Міністерства внутрішніх справ.
Помер в Санкт-Петербурзі 18 квітня 1889; похований на батьківщині.